# Khasia rugosa
Khasia rugosa es una especie de insecto coleóptero de la familia Chrysomelidae.
Fue descrita científicamente en 1957 por Bryant.